# Кашка (приток Савы)
Кашка — река в России, протекает в Куединском районе Пермского края. Длина реки составляет 19 км.
Начинается в урочище Дубовик западнее населённого пункта Большие Кусты. Течёт в южном направлении по долине, покрытой елово-пихтовым лесом. Устье реки находится в 33 км по правому берегу реки Сава к северу от деревни Степановка.
На реке стоит одноименная деревня.
Основные притоки — Ольховая (правый), Берёзовая (правый).

## Данные водного реестра
По данным государственного водного реестра России, река относится к Камскому бассейновому округу, водохозяйственный участок реки — Буй от истока до Кармановского гидроузла, речной подбассейн реки — бассейны притоков Камы до впадения Белой. Речной бассейн реки — Кама.
Код объекта в государственном водном реестре — 10010101112111100016250.